# Pirče
Pirče so naselje v Občini Kostel.